# بايل براون
بايل براون (بالإنجليزية: Bille Brown)‏ هو كاتب وممثل أسترالي، ولد في 11 يناير 1952 في بيلويلا في أستراليا، وتوفي في 13 يناير 2013 في بريزبان في أستراليا بسبب سرطان القولون. من الجوائز التي نالها ميدالية الذكرى المئوية سنة 2001.

## أعمال

### أفلام
- (1997) أوسكار ولوسيندا[7][8]
- (2010) رحلة سفينة داون تريدر[9][10]
- (2011) نخبة قتلة[11]
- (2018) ماري الفخورة

## جوائز
- ميدالية الذكرى المئوية (2001)

## وصلات خارجية
- بايل براون على موقع IMDb (الإنجليزية)
- بايل براون على موقع ألو سيني (الفرنسية)
- بايل براون على موقع أول موفي (الإنجليزية)
- بايل براون على موقع قاعدة بيانات برودواي على الإنترنت (الإنجليزية)
- بايل براون على موقع قاعدة بيانات الأفلام السويدية (السويدية)
- بايل براون على موقع قاعدة بيانات الفيلم (الإنجليزية)
- بايل براون على موقع كينوبويسك (الروسية)